# Hans Im Thurn-Peyer
Hans im Thurn-Peyer (* 28. Februar 1579 in Schaffhausen; † 25. Mai 1648 in Thayngen) war ein Sohn von Hans Im Thurn-Stokar und Bürgermeister der Stadt Schaffhausen von 1632 bis 1648. Er entstammte der Familie Im Thurn, einem Adels- und Patriziergeschlecht der Stadt Schaffhausen.

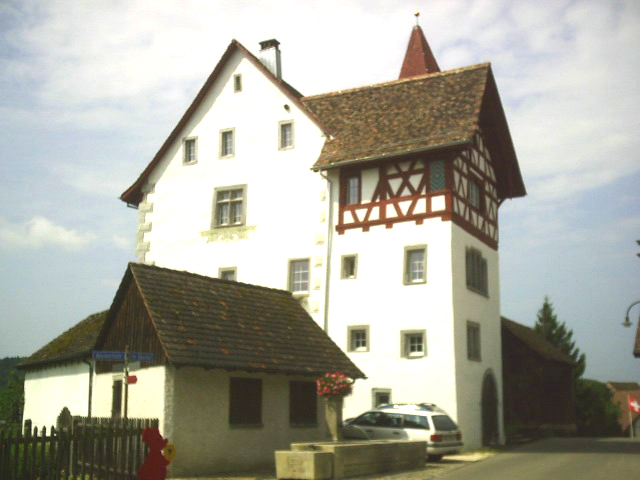
Schloss Thayngen mit dem Anbau von Hans Im Thurn-Peyer

## Leben
Hans Im Thurn-Peyer war verheiratet mit Barbara Peyer zum Weinberg (* unbekannt; † 1648) und hatte zwei Töchter:
- Sabina (1603–1635) ⚭ Al. v. Waldkirch
- Ursula (1608–1629) ⚭ Fr. Ziegler

und einen Sohn
- Hans Friedrich (1610–1681), Obervogt zu Neunkirch, ⚭ 1. Elisabeth Ringk von Wildenberg, 2. Magdalena Wolf

## Tagebuchschreiber
Hans im Thurn-Peyer, der als Vierzehnjähriger sein Tagebuch beginnt, schreibt zu Anfangs: Unser neu Haus, der Oberhoff zu Theyngen ist den 3. August 1593 ufgrichtet worden und gottlob glücklich abgangen. (Der runde Treppenturm war wohl schon 1604 erstellt worden). Der weitere Ausbau fand 1615 statt, er schreibt: Den Bau und Anstoß ufm Kerhals zu Thayngen an meinem Haus im Oberhof hab ich diesen Frühling usführen lassen. Ward den 19. Merz angefangen und den 20. April der Tachstuhl ufgricht, alßo das wir im August schon in der neuen Stube haben wohnen können, dann wir vom 20. Merz bis 9. November zu Thayngen gsyn sind. Er schildert weiter wie er als Fünfzehnjähriger (1594) mit seinem Bruder Friedrich die Akademie Strassburg aufsucht wo er dann zwei Jahre studiert, und wie sie bei dem Landsmann, dem Uhrmacher Isaak Habrecht wohnen und essen, und die Vorlesungen besuchen. Doch im Jahr darauf kommt sein Bruder bei einem Duell ums Leben. Nach dem Studium kehrt er heim nach Thayngen und hilft seinem Vater im Weinbau und der Landwirtschaft. Im Jahr 1599 unternimmt er mit seinem Schwager eine fünfmonatige Italienreise. Danach beginnt er seine amtliche Laufbahn auf der städtischen Kanzlei. Er bekümmert sich vorrangig des eigenen Weinbaus, und erklettert die Stufen der Ämter, am 6. Oktober 1618 vermeldet er: Als Vogt des Reichs (Vorsitz im Malefizgericht) ward ich erwählt, und dieser Wahl bin ich übel erschrocken gsyn und hatte mich nicht dazu versehen, sonderlich weil ich zu selbiger Zeit mit meiner Haushaltung in Thayngen im Herbst gsyn bin.
Das Jahr darauf: Wurde zum Stadtrichter erwählt und nun ich den lieben Gott ernsthaft um seinen Geist und Gnad zu bitten hab, weil so schweres Amt nit bald so jungen Personen anvertraut worden. Er war gerade 40 Jahre alt. Danach wird er in den Kleinen Rat gewählt, welcher eigentlich die Regierung bildete, und nach dem Tod des Bürgermeisters Goßweiler in seinem 53zigsten Lebensjahr zum Bürgermeister der Stadt Schaffhausen befördert. Die mannigfaltigen Aufgaben, unter anderem auch als Gesandter in der Bernischen Underthonen Rebellion, lassen ihn den heimatlichen Betrieb nicht vergessen, er schildert ausführlich die Weinernten und das Wetter. Wie sein Vater kümmert er sich um seine Mitbürger und Untertanen.
Er verstarb zwei Monate vor dem von ihm herbeigesehnten Westfälischen Frieden. Kurz darauf folgte ihm seine Gattin nach, sie sind im Kreuzgang des Klosters Allerheiligen mit einem Epitaph verewigt, zusammen mit fünf weiteren der Familie.

## Werk
- Anbau Schloss Thayngen
- Diarium Junker Hannsen im Thurn... von 1590 bis an seinen Tod 1648 von ihm selbst beschrieben Manuskript, Staatsarchiv Schaffhausen.

## Wappen
2024 wurde eine kleine runde Wappenscheibe des Hans Im Thurn-Peyer (Datierung 1621) versteigert, die Hans Caspar Lang der Ältere zugeschrieben werden kann.